# Sindaci di Carignano
Elenco dei sindaci di Carignano.

## Dal 1235 al 1763
- 1235: Aicardo Baldiseto
- 1245: Oberto Provana
- 1310: Florio Provana e Guglielmo Aichina
- 1335: Marcello Provana e Lorenzo Salvagni
- 1346: Giovanni Calvo e Nicola de Albrieto
- 1378: Beltramo Provana e Giorgio de Duce [= Duc]
- 1400: Guglielmo Borelli
- 1403: Remigio Bovaterio
- 1435: Filippo Romagnano
- 1445: Antonio Portoneri e Manfredo di Montafia
- 1460: Nicola Portoneri e Gio. Ursino Romagnano
- 1474: Michele Cozzoli e Filippo Bazzocco
- 1475: Gio. Ursino Romagnano e Michele Cozzoli
- 1478: Michele Bellotti
- 1479: Lucio Romagnano e Ludovico de Anna
- 1483: Gabriele Provana e Antonio de Duce [= Duc]
- 1488: Antonio Bellotti e Girardo Portoneri
- 1496: Antonio Bellotti
- 1513: Bartolomeo Provana e Remigio Romagnano
- 1551: Gerolamo Provana e Antonio Alliberti
- 1552: Gio. Giacomo Pistoni e Antonio Bellotti
- 1553: Remigio Romagnano e Agostino Pistoni
- 1554: Giovanni Ferreri e Paganino Bellotti
- 1555: Gio. Maria Portoneri ed Enrico Picia
- 1556: Gerolamo Provana e Gio. Francesco Longaragno
- 1557: Remigio Romagnano e Gio. Maria Portoneri
- 1558: Giovanni Pichi (in alternanza con Giovanni Comolli) e Gerolamo Provana
- 1559: Gerolamo Provana e Matteo Pistoni
- 1560: Giorgio Provana e Gio. Giacomo Morandetti
- 1561: Gio. Antonio Provana e Gio. Francesco Longaragno
- 1562: Gio. Francesco Provana e Gio. Antonio Alliberti
- 1563: Gerolamo Provana e Gerolamo Perreto
- 1564: Francesco Messerati e Bernardino de Anna
- 1565: Aimonetto Provana e Gio. Ludovico Ferrero
- 1566: Francesco Messerati e Gio. Francesco Longaragno (sostituito, da luglio, da Gaspardo Ferrero).
- 1567: Gio. Mattia Allegra e Giovanni Turello
- 1568: Gerolamo Provana e Giovanni Antonio Alliberto (= Aliberti)
- 1569: Gio. Ludovico Ferrero e Giovanni Picho (= Pico)
- 1570: Gio. Albertino Provana ed Enrico Racha (= Racca)
- 1571: Matteo Matti e Giovanni Turello
- 1572: Gio. Albertino Provana e Ludovico Gianazzo
- 1573: Matteo Pistone e Michele Cervino
- 1574: Agostino Provana e Matteo Matti
- 1575: Gio. Albertino Provana e Gio. Giacomo Longaragno
- 1576: Aleramo Provana e Giovanni Cervino
- 1577: Agostino Provana e Giovanni Turello
- 1578: Nicolo San Martino d'Agliè e Matteo Matti
- 1579: Gio. Albertino Provana e Michele Cervino
- 1580: Andrea Grimaldi e Battista Allasia
- 1581: Agostino Provana e Gio. Agostino Longaragno
- 1582: Giovanni Turello ed Enrico Racca
- 1583: Valentino Pistone e Ajmonetto Provana
- 1584: Agostino Provana e Cesare Biolato
- 1585: Trajano Provana e Gio. Agostino Longaragno
- 1586: Matteo Matti e Cesare Carazzoni
- 1587: Agostino Provana e Giorgio Agondis
- 1588: Trajano Provana e Annibale Gianazzo
- 1589: Gio. Albertino Provana e Gio. Agostino Longaragno
- 1590: Gio. Agostino Provana e Francesco de Anna
- 1591: Delfino Morandetto e Annibale de Anna
- 1592: Trajano Provana e Giovan Battista Appalano (= Appiano)
- 1593: Gio. Francesco de Anna e Marco Cerruto
- 1594: Agostino Provana e Annibale de Anna
- 1595: Trajano Provana e Matteo Matti
- 1596: Gio. Albertino Provana ed Enrico Racca
- 1597: Agostino Provana e Francesco Bertello
- 1598: Trajano Provana e Claudio Buniato
- 1599: Michele Provana e Lelio Morandetto
- 1600: Antonio Vinea e Francesco Ferrero
- 1601: Gio. Antonio Sacchetto e Michele Felix (= Felisio)
- 1602: Gio. Andrea Patarino e Gio. Domenico Martino (= Martini)
- 1603: Gio. Albertino Provana e Paolo Bertocchio
- 1604: Francesco Grimaldi e Baldassarre Uliero (= Ulliero)
- 1605: Trajano Provana e Fabio Biolato
- 1606: Gio. Antonio Sacchetto e Gio. Domenico Martino
- 1607: Francesco Luca Longaragno e Francesco Ferrero
- 1608: Fabio Biolato e Baldassarre Uliero
- 1609: Ludovico Messerati e Sebastiano Billotto
- 1610: Baldassarre Billotto e Lanzerotto Bertello
- 1611: Fabio Biolato e Michele Provana
- 1612: Francesco Luca Longaragno e Giovanni Giopietro
- 1613: Antonio Vinea e Paolo Bertocchio
- 1614: Fabio Biolato e Lelio Morandetto
- 1615: Michele Provana e Francesco Ferrero
- 1616: Lelio Mola di Beinasco e Antonio Vinea
- 1617: Gio. Andrea Patarino e Francesco Vernone
- 1618: Lelio Morandetto e Gio. Antonio Schina
- 1619: Fabio Biolato e Francesco Bertello
- 1620: Francesco Luca Longaragno e Paolo Bertocchio
- 1621: Andrea Patarino e Gerolamo Canonico
- 1622: Fabio Biolato e Lorenzo Bertello

A partire dal 1623 i sindaci durano in carica per un semestre
- 1623,  I:  Marco Grimaldi e Marc'Aurelio Cerruto
- 1623, II:  Baldassarre Uliero e Francesco Messerati
- 1624,  I:  Michele Antonio Ferrero e Domenico Vernone
- 1624, II:  Domenico Saltino e Nicolino Pistonato
- 1625,  I:  Gio. Francesco de Anna e Alberto Ferrero
- 1625, II:  Francesco Luca Longaragno e Gio. Battista Buniato
- 1626,  I:  Marco Grimaldi e Gerolamo Canonico
- 1626, II:  Matteo Chiaissi e Gio. Antonio Schina
- 1627,  I:  Lelio Mola di Beinasco e Lorenzo Bertello
- 1627, II:  Lorenzo Martini e Francesco Messerati
- 1628,  I:  Michele Antonio Ferrero e Annibale Uliero
- 1628, II:  Marco Grimaldi e Antonio Gianazzo
- 1629,  I:  Francesco Messerati (in alternanza con Matteo Chiaissi) e Gio. Battista Buniato
- 1629, II:  Fabio Biolato e Gerolamo Canonico
- 1630,  I:  Gio. Francesco de Anna e Gio. Antonio Schina
- 1630, II:  Utilio Dotta e Francesco Bertello
- 1631,  I:  Carlo Bertocchio e Francesco Grimaldi
- 1631, II:  Lelio Mola di Beinasco e Giordano Allasia
- 1632,  I:  Michele Antonio Ferrero e Gio. Antonio Canonico
- 1632, II:  Francesco Messerati e Carlo Guerillo
- 1633,  I:  Fabio Biolato e Antonio Gianazzo
- 1633, II:  Nicolò Provana e Francesco Luca Longaragno
- 1634,  I:  Giovanni Valinotti e Gio. Antonio Schina
- 1634, II:  Annibale Uliero e Silvestro Chiaissi
- 1635,  I:  Marco Grimaldi e Giovanni Battista Buniato
- 1635, II:  Francesco Messerati e Gio. Andrea Bertello
- 1636,  I:  Lelio Mola di Beinasco e Pietro Francesco Bertello
- 1636, II:  Michele Antonio Ferrero e Giovanni Battista Vernone
- 1637,  I:  Fabio Biolato e Alessandro Ferrero
- 1637, II:  Giovanni Valinotti e Carlo Bertocchio
- 1638,  I:  Silvestro Chiaissi e Gio. Antonio Schina
- 1638, II:  Francesco Luca Longaragno e Antonio Gianazzo
- 1639,  I:  Marco Grimaldi e Gio. Andrea Bertello
- 1639, II:  Michel Antonio Ferrero e Gio. Agostino Longaragno
- 1640,  I:  Gio. Battista Vernone e Antonio Gianazzo
- 1640, II:  Gio. Agostino Longaragno e Giovanni Valinotti
- 1641,  I:  Cesare Biolato e Gio. Antonio Canonico
- 1641, II:  Michele Borda e Pietro Francesco Bertello
- 1642,  I:  Michele Antonio Ferrero e Gio. Antonio Schina
- 1642, II:  Gio. Battista Vernone e Giordano Allasia
- 1643,  I:  Gio. Agostino Longaragno e Antonio Gianazzo
- 1643, II:  Gio. Battista Buniato e Gio. Agostino Agondis
- 1644,  I:  Cesare Biolato e Gio. Michele Peracchia
- 1644, II:  Michele Borda e Nicolao Ojtana
- 1645,  I:  Gio. Antonio Canonico e Pietro Francesco Bertello (= Bertelli)
- 1645, II:  Gio. Agostino Longaragno e Antonio Gianazzo
- 1646,  I:  Cesare Biolato e Michele Peracchia
- 1646, II:  Ludovico Mola di Beinasco e Gio. Battista Vernone
- 1647,  I:  Remigio Ulliero e Cristoforo Gabbia
- 1647, II:  Antonio Gianazzo e Nicolao Ojtana
- 1648,  I:  Gio. Agostino Longaragno e Michele Borda
- 1648, II:  Cesare Biolato e Marc'Aurelio Perretto
- 1649,  I:  Gio. Antonio Canonico e Claudio Buniato

Gli Ordinati del periodo compreso tra la seconda parte del 1649 e il 1661 risultano essere dispersi. La lacuna potrà essere colmata per mezzo delle deliberazioni del Consiglio Comunale soggette ad obbligo di insinuazione, e, in quanto tali conservate presso il Fondo "Insinuazione di Carignano", presso l'Archivio di Stato di Torino, Sezioni Riunite. La sequenza degli Ordinati ricomincia - e prosegue ininterrotta - a partire dal 1662, anno dal quale si constata che la durata del mandato è nuovamente annuale.
- 1662: Pietro Francesco Bertello e Claudio Buniato
- 1663: Battista Antonio Dotta e Marc'Aurelio Perretto
- 1664: Giovanni Pellacia e Cristoforo Barone
- 1665: Battista Antonio Dotta e Lorenzo Ferrero
- 1666: Michele Provana e Pietro Francesco Bertello
- 1667: Francesco Grimaldi e Marc'Aurelio Perretto
- 1668: Giovanni Albertino Mola di Beinasco e Cristoforo Barone
- 1669: Battista Antonio Dotta e Michele Pistonato (= Pistonati)
- 1670: Michele Provana e Francesco Grimaldi (sostituito nella seconda parte dell'anno da Antonio Provana)
- 1671: Francesco Grimaldi e Francesco Bertello
- 1672: Gio. Antonio Buniato e Cristoforo Barone
- 1673: Gio. Antonio Scaparone e Lorenzo Ferrero
- 1674: Marco Lucio Grimaldi e Batista Antonio Dotta
- 1675: Michele Provana e Giovanni Ferrero
- 1676: Cristoforo Barone e Gio. Battista Bioglio
- 1677: Gio. Giacomo Canonico e Gio. Battista Ferrero
- 1678: Marco Lucio Grimaldi e Gio. Vincenzo Oytana
- 1679: Gio. Antonio Buniato e Cristoforo Barone
- 1680: Gio. Antonio Scaparone e Battista Antonio Dotta
- 1681: Michele Provana e Maurizio Mola (poi Mola di Pamparato)
- 1682: Marco Lucio Grimaldi e Lorenzo Ferrero
- 1683: Bartolomeo Rasino e Francesco Bertello
- 1684: Andrea Provana di Collegno e Giuseppe Gallo
- 1685: Giuseppe Gianazzo e Martino Ferrero
- 1686: Michele Provana e Cristoforo Barone
- 1687: Maurizio Mola di Pamparato e Gio. Battista Ferrero
- 1688: Ludovico Solaro di Moretta e Gio. Giacomo Canonico
- 1689: Gio. Antonio Scaparone e Gio. Battista Agondis
- 1690: Michele Provana e Francesco Matteo Chiaysi (= Chiaissi, Chiajsi, Chiais)

Nel 1690 l'ultima riunione consiliare risale al 25 giugno; nel 1691 non vi fu alcuna riunione (era in corso l'ennesima aggressione francese, con insediamenti nemici nei pressi di Carignano; nel 1692 l'attività del Consiglio si limitò ad una sola riunione nella quale risultano ancora in carica i sindaci del 1690
- 1693: Carlo Francesco Mola e Gio. Antonio Scaparone
- 1694: Giuseppe Gianazzo e Domenico Cambiano
- 1695: Francesco Andrea Mola e Bartolomeo Oytana
- 1696: Emanuele Plazza e Remigio Oytana
- 1697: Battista Antonio Dotta e Martino Ferrero
- 1698: Gio. Antonio Scaparone (morto durante il mandato e sostituito da Michele Provana) e Francesco Matteo Chiajsi
- 1699: Carlo Francesco Canavero e Lorenzo Ferrero
- 1700: Francesco Andrea Mola e Gio. Battista Perusia
- 1701: Bartolomeo Oytana ed Emanuele Plazza
- 1702: Ludovico Solaro di Moretta e Baldassarre Cervini
- 1703: Gio. Francesco Cerruto e Remigio Oytana
- 1704: Battista Antonio Dotta e Lorenzo Ferrero
- 1705: Domenico Cambiano e Gio Francesco Cerruto
- 1706: Gio. Battista Agondis e Remigio Oytana
- 1707: Gio. Giacomo Oddono e Cesare Giuseppe Buniato
- 1708: Domenico Cambiano e Bartolomeo Oytana
- 1709: Gio. Battista Agondis e Gio. Francesco Cerruto
- 1710: Francesco Maria Longaragno e Martino Ferrero
- 1711: Remigio Oytana e Francesco Antonio Agondis
- 1712: Gio. Battista Agondis e Gio. Francesco Cerruto
- 1713: Domenico Cambiano e Francesco Andrea Cerruto
- 1714: Gio. Giacomo Oddono e Alessandro Ferrero
- 1715: Domenico Cambiano e Domenico Plazza
- 1716: Ignazio Vivalda e Francesco Andrea Cerruto
- 1717: Martino Ferrero e Gio. Francesco Cerruto
- 1718: Orazio Vachieri e Francesco Andrea Cerruto
- 1719: Pietro Francesco Bertelli (= Bertello)
- 1720: Prospero Domenico Mejnardi e Gaetano Romano
- 1721: Ignazio Vivalda e Domenico Cambiano
- 1722: come sopra
- 1723: Francesco Andrea Cerutti (= Cerruto, Cerruti) e Gaetano Romano
- 1724: Albertino Mola di Beinasco e Ignazio Vivalda
- 1725: Orazio Vachieri e Gaetano Gianazzo
- 1726: Ignazio Vivalda e Domenico Cambiano
- 1727: Francesco Antonio Agondis e Alessandro Ferrero
- 1728: Francesco Nicola Plazza e Gabriele Besso
- 1729: Paolo Lelio Felice Mola (poi Mola Boursier di Larizzate = Larissé o semplicemente Mola di Larissé)  e Francesco Andrea Cerruti
- 1730: Gaetano Gianazzo e Gio. Giacomo Battuelli
- 1731: Orazio Vachieri (dimissionario in maggio, è sostituito da Giulio Cesare Mejnardi) e Domenico Cambiano
- 1732: Marco Lucio Cerutti e Carlo Giuseppe Canonico
- 1733: Francesco Andrea Cerutto (= Cerutti) e Gio. Giacomo Pistonati

A partire dal 1734 nuove disposizioni ripristinano la durata semestrale del mandato; a partire da quest'anno ricoprirà la carica un solo sindaco, in ottemperanza alle disposizioni emanate da Carlo Emanuele III, con Editto datato 29 aprile 1733
- 1734,  I: Gerolamo Barone
- 1734, II: Domenico Felice Carignano
- 1735,  I: Gaetano Romano
- 1735, II: Gio. Stefano Ferrero
- 1736,  I: Paolo Lelio Felice Mola (poi Mola di Larissé)
- 1736, II: Gio. Giacomo Oddono
- 1737,  I: Francesco Gaetano Gianazzo
- 1737, II: Antonio Audiberti
- 1738,  I: Simon Antonio Micha (= Mica, Micca)
- 1738, II: Lorenzo Ferrero
- 1739,  I: Francesco Antonio Agondis
- 1739, II: Albertino Mola di Beinasco
- 1740,  I: Francesco Nicola Plazza
- 1740, II: Maurizio Mola
- 1741,  I: Giovan Battista Longaragno
- 1741, II: Carlo Giuseppe Canonico
- 1742,  I: Cesare Battuelli
- 1742, II: Gio. Giacomo Ferrero (rimosso il 29 ottobre 1742 per ordine di Giacomo Filippo Chiaverotti, Intendente del re, e sostituito da Francesco Andrea Cerruto, il quale restò in carica anche nel semestre seguente)
- 1743,  I: Francesco Andrea Cerruto
- 1743, II: Emanuele Domenico Micha (= Mica, Micca)
- 1744,  I: Gio. Giuseppe Preando
- 1744, II: Paolo Lelio Felice Mola (poi Mola di Larissé)
- 1745,  I: Bartolomeo Nepote
- 1745, II: Antonio Audiberti
- 1746,  I: Francesco Antonio Gianazzo
- 1746, II: Ignazio Turena
- 1747,  I: Albertino Mola di Beinasco
- 1747, II: Giovanni Oytana
- 1748,  I: Giovan Battista Longaragno
- 1748, II: Carlo Giuseppe Canonico
- 1749,  I: Gio. Stefano Ferrero
- 1749, II: Francesco Giuseppe Dotta
- 1750,  I: Giovan Battista Preando
- 1750, II: Francesco Andrea Cerruto
- 1751,  I: Maurizio Mola
- 1751, II: Giovan Battista Micha (= Mica, Micca)
- 1752,  I: Michel Antonio Colmo
- 1752, II: Giovan Battista Gioberti
- 1753,  I: Michel Antonio Schina
- 1753, II: Francesco Antonio Gianazzo
- 1754,  I: Bartolomeo Nepote
- 1754, II: Paolo Felice Mola di Larissé
- 1755,  I: Gio. Andrea Arpino
- 1755, II: Antonio Audiberti
- 1756,  I: Gio. Stefano Ferrero
- 1756, II: Gio. Giuseppe Preando
- 1757,  I: Giovanni Oytana
- 1757, II: Giuseppe Maria Crosa
- 1758,  I: Albertino Mola di Beinasco
- 1758, II: Marc'Aurelio Cerutti
- 1759,  I: Michele Antonio Colmo
- 1759, II: Emanuel Domenico Micha (= Mica, Micca)
- 1760,  I: Giuseppe Felice Galletto
- 1760, II: Ignazio Mejnardi
- 1761,  I: Michele Antonio Schina
- 1761, II: Lelio Girolamo Mola di Beinasco (poi Mola di Beinasco e Nomaglio o semplicemente Mola di Nomaglio)
- 1762,  I: Lorenzo Gianazzo
- 1762, II: Paolo Felice Mola di Larissé
- 1763,  I: Gio. Andrea Arpino
- 1763, II: Anton Giacinto Cara de Canonico